# غويجة سلطان
غويجة سلطان هي قرية في مقاطعة ورزقان، إيران. عدد سكان هذه القرية هو 803 في سنة 2006.